# Teoría de los sistemas bioquímicos
La teoría de los sistemas bioquímicos es un marco de trabajo matemático para sistemas bioquímicos, basado en ecuaciones diferenciales comunes (ODE, por sus siglas en inglés), en el cual los procesos bioquímicos se representan utilizando expansiones de la ley potencial en las variables del sistema.
Este marco de trabajo, que devino conocido como Teoría de los Sistemas Bioquímicos, ha sido desarrollado desde la década de 1960 por Michael Savageau y otros en análisis de sistemas en procesos bioquímicos. De acuerdo a Cornish-Bowden (2007) ellos han "considerado a esta teoría como una teoría general de control metabólico, en la cual se incluyen tanto el análisis del control metabólico y la teoría de flujo orientado como casos especiales".

## Historia
La dinámica de una especie es representada por una ecuación diferencial con la siguiente estructura:
donde Xi representa una de las nd variables del modelo (concentraciones de un metabolito, concentraciones de proteínas o niveles de expresión de un gen). j representa los nf procesos bioquímicos que afectan la dinámica de la especia. Por otro lado, {\displaystyle \mu }ij (coeficiente estequiométrico), {\displaystyle \gamma }j (constantes de velocidad) y fjk (órdenes cinéticos) son dos tipos de parámetros que definen la dinámica del sistema.
La principal diferencia de los modelos matemáticos de ley potencial con respecto a otros modelos ODE utilizados en sistemas bioquímicos, es que los órdenes cinéticos pueden ser números no enteros. Un orden cinético puede incluso asumir valores negativos cuando se modula la inhibición. En esta forma, los modelos de ley potencial poseen una mayor flexibilidad para reproducir la no linealidad de los sistemas bioquímicos.
Los modelos que hacen uso de expansiones de la ley potencial han sido utilizados durante los últimos 35 años para modelar y analizar diversos tipos de sistemas bioquímicos, incluyendo redes metabólicas, redes genéticas y recientemente, en señalización celular.